# Toni Nieminen
Toni Markus Nieminen (Lahti, 31 maggio 1975) è un ex saltatore con gli sci e allenatore di sci nordico finlandese.
È stato il più giovane campione olimpico maschile nella storia dei Giochi olimpici invernali, vincitore di due ori nel salto con gli sci a Albertville 1992. Nel 1994 fu il primo uomo a saltare oltre i 200 metri.

## Biografia

### Carriera sciistica
Nieminen fu uno dei primi saltatori ad adottare il rivoluzionario stile a V proposto dallo svedese Jan Boklöv alla fine degli ottanta.
Grazie a questa tecnica innovativa, nel 1992, ad appena sedici anni, Nieminen fu il dominatore assoluto di tutte le principali competizioni internazionali di salto con gli sci. A gennaio vinse il Torneo dei quattro trampolini. In febbraio vinse due ori e un bronzo ai XVI Giochi olimpici invernali di Albertville 1992: il 14 febbraio come componente del quartetto finlandese vinse la gara a squadra dal trampolino K120 e diventò il più giovane campione olimpico in campo maschile nella storia dei Giochi olimpici invernali; nei giorni seguenti vinse anche l'oro dal trampolino lungo e il bronzo dal trampolino normale nelle gare individuali. A marzo diventò campione del mondo juniores dal trampolino normale, sia individuale sia a squadre, e si aggiudicò la Coppa del Mondo.
L'anno seguente Nieminen non riuscì a ripetersi. I motivi principali furono due: l'aumento di peso dovuto alla crescita (Nieminen aveva diciassette anni ed era in pieno sviluppo), e l'adozione della tecnica a V anche da parte di tutti i suoi principali avversari.
Il 17 marzo 1994, in occasione dei Mondiali di volo disputati sul trampolino Letalnica di Planica, Toni Nieminen fu il primo saltatore della storia a volare e ad atterrare in piedi oltre i 200 metri (203 m la sua misura). In realtà già l'austriaco Andreas Goldberger era riuscito in precedenza a superare i 200 metri, ma la caduta all'arrivo pregiudicò l'omologazione della misura come record del mondo.
Nieminen continuò a gareggiare in Coppa del Mondo fino al 2004, senza ottenere più risultati di rilievo. Complessivamente in carriera prese parte a due edizioni dei Giochi olimpici invernali, Albertville 1992 e Salt Lake City 2002 (16° nel trampolino normale), a due dei Campionati mondiali (5° nel trampolino normale a Falun 1993 il miglior risultato) e a una dei Mondiali di volo, Planica 1994 (7°).

### Carriera da allenatore
Dopo il ritiro dalle competizioni allenò la squadra juniores della nazionale finlandese.

### Altre attività
Nieminen collabora come commentatore delle gare di salto con la rete televisiva finlandese MTV3 e possiede una scuderia ippica.

## Palmarès

### Olimpiadi
- 3 medaglie:
  - 2 ori (trampolino lungo, gara a squadre ad Albertville 1992)
  - 1 bronzo (trampolino normale ad Albertville 1992)

### Mondiali juniores
- 2 medaglie:
  - 2 ori (trampolino normale, gara a squadre a Vuokatti 1992)

### Coppa del Mondo di salto con gli sci
- Vincitore della Coppa del Mondo di salto con gli sci nel 1992
- 14 podi (11 individuali, 3 a squadre):
  - 9 vittorie (8 individuali, 1 a squadre)
  - 2 secondi posti (1 individuale, 1 a squadre)
  - 3 terzi posti (2 individuali, 1 a squadre)

#### Coppa del Mondo - vittorie
| Data             | Località      | Nazione   | Trampolino                                                                               |
| ---------------- | ------------- | --------- | ---------------------------------------------------------------------------------------- |
| 1º dicembre 1991 | Thunder Bay   | Canada    | Big Thunder K90                                                                          |
| 29 dicembre 1991 | Oberstdorf    | Germania  | Schattenberg K115                                                                        |
| 4 gennaio 1992   | Innsbruck     | Austria   | Bergisel K109                                                                            |
| 6 gennaio 1992   | Bischofshofen | Austria   | Paul Ausserleitner K111                                                                  |
| 29 febbraio 1992 | Lahti         | Finlandia | Salpausselkä K90                                                                         |
| 1º marzo 1992    | Lahti         | Finlandia | Salpausselkä K114                                                                        |
| 11 marzo 1992    | Trondheim     | Norvegia  | Granåsen K120                                                                            |
| 15 marzo 1992    | Holmenkollen  | Norvegia  | Holmenkollen K110                                                                        |
| 1º febbraio 1995 | Kuopio        | Finlandia | Puijo K90                                                                                |
| 9 dicembre 2001  | Villach       | Austria   | Villacher Alpenarena K90 (con Veli-Matti Lindström, Matti Hautamäki e Risto Jussilainen) |

#### Torneo dei quattro trampolini
- Vincitore del Torneo dei quattro trampolini nel 1992
- 4 podi di tappa[6]:
  - 3 vittorie
  - 1 secondo posto